# Epsom Derby
Epsom Derby, formelt The Derby Stakes, eller blot The Derby er et traditionsrigt hestevæddeløb, der årligt afvikles i juni måned på væddeløbsbanen Epsom Downs Racecourse ved byen Epsom i Surrey lidt syd for London. Løbets distance er 2.423 meter.
Det er Storbritanniens største og mest prestigefulde hestevæddeløb. Løbet afvikles efter løbene 2,000 Guineas og før St. Leger i løbskalenderen, og en sejr i alle tre løb giver den prestigefyldte Triple Crown. Ordet "Derby" er blevet synonymt med vigtige løb over hele kloden, men stammer fra Epsom Derby.

## Historie
The Derby opstod ved fejringen af det første løb på banen Oaks Stakes ved Epsom i 1779. Der blev planlagt et nyt løb, og det blev besluttet at opkalde dette efter enten værten, den 12. Jarl af Derby, eller efter en af gæsterne, Sir Charles Bunbury. Ifølge overlevering blev løbets navn fundet ved at at slå plat eller krone, men det er muligt, at Sir Bunbury lod Jarlen af Derby få æren. Det første løb blev afviklet den 4. maj 1780.
Løbets start er blevet flyttet i 1848 og i 1872. Den officielle præcise længde på løbet blev i 1991 beregnet til én mile, fire furlong og ti yards. The Derby er blevet afviklet i Epsom i alle årene siden 1780, bortset fra under verdenskrigene, hvor løbet i 1915-1918 og i 1940-1945 blev afviklet på Newmarket Racecourse. Løbene på Newmarket kaldes 'New Derby'.
The Derby har inspireret mange tilsvarende løb i Europa og i USA, herunder Derby Italiano, Deutsches Derby og det danske Derby, der afvikles på Klampenborg Galopbane. I USA er Kentucky Derby blandt de store løb.

## Epsom Fair
Løbet har gennem årene tiltrukket store mængder tilskuere og der har omkring løbet altid været forskellig underholdning, optræden og diverse handel.
Da Charles Dickens besøgte Epsom Downs for at overvære løbet i 1850'erne, var der underholdning i form af musikere, klovne og gøglere, ligesom der på pladsen var boder og telte med forlyster, hvor publikum kunne more sig med at kaste kokosnødder, konkurrere som stærke mænd etc. Stemningen på The Derby var motivet for et maleri af den britiske maler William Powell Frith, der i 1858 malede The Derby Day, der tydeligt viser nogle af årsagerne til, at publikum flokkedes til The Derby. Maleriet fokuserer på den overvældende aktivitet på pladsen, hvorimod selve løbet er henvist til billedets periferi.
I 1870'erne blev der introduceret kørende forlystelser drevet af dampmaskiner, der tiltrak flere hundredetusinde gæster. Selve Epsom Fair varede 10 dage. I den sidste halvdel af det 20. århundrede blev Derby Day mindre populær og løbet blev i 1995 flyttet fra onsdag til lørdag i et forsøg på at forøge publikuminteressen. I takt med den dalende publikuminteresse blev Epsom Fair indskrænket fra ti til tre eller fire dage.

## Vindere
Den mest vindende jockey gennem løbets historie er Lester Piggott, der vandt The Derby ni gange mellem 1954 og 1983; Never Say Die (1954), Crepello (1957), St. Paddy (1960), Sir Ivor (1968), Nijinsky (1970), Roberto (1972), Empery (1976), The Minstrel (1977) og Teenoso (1983).
| År        | Vinder               | Jockey                  | Træner                       | Ejer                           | Margen. '[a] | Time    |  |
| --------- | -------------------- | ----------------------- | ---------------------------- | ------------------------------ | ------------ | ------- |  |
| 1780      | Diomed               | Sam Arnull              | R. Teasdale                  | Sir Charles Bunbury            |              |         |  |
| 1781      | Young Eclipse        | Charles Hindley         |                              | Dennis O'Kelly                 |              |         |  |
| 1782      | Assassin             | Sam Arnull              | Frank Neale                  | 3rd Earl of Egremont           |              |         |  |
| 1783      | Saltram              | Charles Hindley         | Frank Neale                  | John Parker                    |              |         |  |
| 1784      | Serjeant             | John Arnull             |                              | Dennis O'Kelly                 |              |         |  |
| 1785      | Aimwell              | Charles Hindley         | John Pratt                   | 1st Earl of Clermont           |              |         |  |
| 1786      | Noble                | J. White                | Frank Neale                  | Tommy Panton                   |              |         |  |
| 1787      | Sir Peter Teazle     | Sam Arnull              | Saunders                     | 12th Earl of Derby             |              |         |  |
| 1788      | Sir Thomas           | William South           | Frank Neale                  | HRH Prince of Wales            |              |         |  |
| 1789      | Skyscraper           | Sam Chifney             | Matt Stephenson              | 5th Duke of Bedford            |              |         |  |
| 1790      | Rhadamanthus         | John Arnull             | John Pratt                   | 1st Earl Grosvenor             |              |         |  |
| 1791      | Eager                | Matt Stephenson         | Matt Stephenson              | 5th Duke of Bedford            |              |         |  |
| 1792      | John Bull            | Frank Buckle            | John Pratt                   | 1st Earl Grosvenor             |              |         |  |
| 1793      | Waxy                 | Bill Clift              | Robert Robson                | Sir Ferdinand Poole            |              |         |  |
| 1794      | Daedalus             | Frank Buckle            | John Pratt                   | 1st Earl Grosvenor             |              |         |  |
| 1795      | Spread Eagle         | Anthony Wheatley        | Richard Prince               | Sir Frank Standish             |              |         |  |
| 1796      | Didelot              | John Arnull             | Richard Prince               | Sir Frank Standish             |              |         |  |
| 1797      | Colt by Fidget       | John Singleton, Jr.     | Matt Stephenson              | 5th Duke of Bedford            |              |         |  |
| 1798      | Sir Harry            | Sam Arnull              | Frank Neale                  | Joseph Cookson                 |              |         |  |
| 1799      | Archduke             | John Arnull             | Richard Prince               | Sir Frank Standish             |              |         |  |
| 1800      | Champion             | Bill Clift              | Tom Perren                   | Christopher Wilson             |              |         |  |
| 1801      | Eleanor              | John Saunders           | J. Frost                     | Sir Charles Bunbury            |              |         |  |
| 1802      | Tyrant               | Frank Buckle            | Robert Robson                | 3rd Duke of Grafton            |              |         |  |
| 1803      | Ditto                | Bill Clift              | John Lonsdale                | Sir Hedworth Williamson        |              |         |  |
| 1804      | Hannibal             | Bill Arnull             | Frank Neale                  | 3rd Earl of Egremont           |              |         |  |
| 1805      | Cardinal Beaufort    | Dennis Fitzpatrick      | Dixon Boyce                  | 3rd Earl of Egremont           |              |         |  |
| 1806      | Paris                | John Shepherd           | Richard Prince               | 3rd Baron Foley                |              |         |  |
| 1807      | Election             | John Arnull             | Dixon Boyce                  | 3rd Earl of Egremont           |              |         |  |
| 1808      | Pan                  | Frank Collinson         | John Lonsdale                | Sir Hedworth Williamson        |              |         |  |
| 1809      | Pope                 | Tom Goodisson           | Robert Robson                | 3rd Duke of Grafton            | nk           |         |  |
| 1810      | Whalebone            | Bill Clift              | Robert Robson                | 3rd Duke of Grafton            |              |         |  |
| 1811      | Phantom              | Frank Buckle            | James Edwards                | Sir John Shelley               |              |         |  |
| 1812      | Octavius             | Bill Arnull             | Dixon Boyce                  | Robert Ladbroke                |              |         |  |
| 1813      | Smolensko            | Tom Goodisson           | Crouch                       | Sir Charles Bunbury            |              |         |  |
| 1814      | Blucher              | Bill Arnull             | Dixon Boyce                  | 2nd Baron Stawell              |              |         |  |
| 1815      | Whisker              | Tom Goodisson           | Robert Robson                | 4th Duke of Grafton            |              |         |  |
| 1816      | Prince Leopold       | Will Wheatley           | William Butler               | HRH Duke of York               |              |         |  |
| 1817      | Azor                 | Jem Robinson            | Robert Robson                | John Payne                     |              |         |  |
| 1818      | Sam                  | Sam Chifney, Jr.        | William Chifney              | Thomas Thornhill               |              |         |  |
| 1819      | Tiresias             | Bill Clift              | Richard Prince               | 4th Duke of Portland           |              |         |  |
| 1820      | Sailor               | Sam Chifney, Jr.        | William Chifney              | Thomas Thornhill               |              |         |  |
| 1821      | Gustavus             | Sam Day                 | Crouch                       | John Hunter                    |              |         |  |
| 1822      | Moses                | Tom Goodisson           | William Butler               | HRH Duke of York               |              |         |  |
| 1823      | Emilius              | Frank Buckle            | Robert Robson                | John Udny                      |              |         |  |
| 1824      | Cedric               | Jem Robinson            | James Edwards                | Sir John Shelley               |              |         |  |
| 1825      | Middleton            | Jem Robinson            | James Edwards                | 5th Earl of Jersey             |              |         |  |
| 1826      | Lap-dog              | George Dockeray         | R. Stephenson                | 3rd Earl of Egremont           |              |         |  |
| 1827      | Mameluke             | Jem Robinson            | James Edwards                | 5th Earl of Jersey             |              |         |  |
| 1828      | Cadland [b]          | Jem Robinson            | Dixon Boyce                  | 5th Duke of Rutland            | dh           |         |  |
| 1829      | Frederick            | John Forth              | John Forth                   | William Gratwicke              |              |         |  |
| 1830      | Priam                | Sam Day                 | William Chifney              | William Chifney                |              |         |  |
| 1831      | Spaniel              | Will Wheatley           | J. Rogers                    | Viscount Lowther               |              |         |  |
| 1832      | St. Giles            | Bill Scott              | J. Webb                      | Robert Ridsdale                |              |         |  |
| 1833      | Dangerous            | Jem Chapple             | Isaac Sadler                 | Isaac Sadler                   |              |         |  |
| 1834      | Plenipotentiary      | Patrick Conolly         | George Payne                 | Stanlake Batson                |              |         |  |
| 1835      | Mündig               | Bill Scott              | John Scott                   | John Bowes                     |              |         |  |
| 1836      | Bay Middleton        | Jem Robinson            | James Edwards                | 5th Earl of Jersey             | 2            |         |  |
| 1837      | Phosphorus           | George Edwards          | John Doe                     | Lord Berners                   |              |         |  |
| 1838      | Amato                | Jem Chapple             | Ralph Sherwood               | Sir Gilbert Heathcote          |              |         |  |
| 1839      | Bloomsbury           | Sim Templeman           | William Ridsdale             | William Ridsdale               |              |         |  |
| 1840      | Little Wonder        | William Macdonald       | John Forth                   | David Robertson                |              |         |  |
| 1841      | Coronation           | Patrick Conolly         | Ben Painter                  | Abraham Rawlinson              |              |         |  |
| 1842      | Attila               | Bill Scott              | John Scott                   | George Anson                   |              |         |  |
| 1843      | Cotherstone          | Bill Scott              | John Scott                   | John Bowes                     | 2            |         |  |
| 1844      | Orlando [c]          | Nat Flatman             | W. Cooper                    | Jonathan Peel                  |              |         |  |
| 1845      | The Merry Monarch    | Foster Bell             | John Forth                   | William Gratwicke              |              |         |  |
| 1846      | Pyrrhus The First    | Sam Day                 | John Day                     | John Gully                     |              | 2:55    |  |
| 1847      | Cossack              | Sim Templeman           | John Day                     | T. H. Pedley                   |              | 2:52    |  |
| 1848      | Surplice             | Sim Templeman           | John Kent, Jr.               | 3rd Viscount Clifden           |              | 2:48    |  |
| 1849      | The Flying Dutchman  | Charlie Marlow          | John Fobert                  | 13th Earl of Eglinton          | snk          | 3:00    |  |
| 1850      | Voltigeur            | Job Marson              | Robert Hill                  | 2nd Earl of Zetland            |              | 2:50    |  |
| 1851      | Teddington           | Job Marson              | Alec Taylor, Sr.             | Sir Joseph Hawley              | 2            | 2:51    |  |
| 1852      | Daniel O'Rourke      | Frank Butler            | John Scott                   | John Bowes                     |              | 3:02    |  |
| 1853      | West Australian      | Frank Butler            | John Scott                   | John Bowes                     | nk           | 2:55    |  |
| 1854      | Andover              | Alfred Day              | John Day                     | John Gully                     | 1            | 2:52    |  |
| 1855      | Wild Dayrell         | Robert Sherwood         | John Rickaby                 | Francis Popham                 |              | 2:54    |  |
| 1856      | Ellington            | Tom Aldcroft            | Tom Dawson                   | Octavius Vernon Harcourt       | 1            | 3:04    |  |
| 1857      | Blink Bonny          | Jack Charlton           | William I'Anson              | William I'Anson                | nk           | 2:45    |  |
| 1858      | Beadsman             | John Wells              | George Manning               | Sir Joseph Hawley              |              | 2:54    |  |
| 1859      | Musjid               | John Wells              | George Manning               | Sir Joseph Hawley              |              | 2:59    |  |
| 1860      | Thormanby            | Harry Custance          | Mathew Dawson                | James Merry                    | 1½           | 2:55    |  |
| 1861      | Kettledrum           | Ralph Bullock           | G. Oates                     | Charles Towneley               |              | 2:45    |  |
| 1862      | Caractacus           | John Parsons            | Robert Smith                 | Charles Snewing                |              | 2:45    |  |
| 1863      | Macaroni             | Tom Chaloner            | James Godding                | Richard Naylor                 |              | 2:50    |  |
| 1864      | Blair Athol          | Jim Snowden             | William I'Anson              | William I'Anson                |              | 2:43    |  |
| 1865      | Gladiateur           | Harry Grimshaw          | Tom Jennings, Sr.            | Frédéric de Lagrange           | 2            | 2:46    |  |
| 1866      | Lord Lyon            | Harry Custance          | James Dover                  | Richard Sutton                 |              | 2:50    |  |
| 1867      | Hermit               | John Daley              | G. Bloss                     | Henry Chaplin                  | nk           | 2:42    |  |
| 1868      | Blue Gown            | John Wells              | John Porter                  | Sir Joseph Hawley              | ½            | 2:43    |  |
| 1869      | Pretender            | John Osborne, Jr.       | Tom Dawson                   | John Johnstone                 | shd          | 2:52    |  |
| 1870      | Kingcraft            | Tom French              | Mathew Dawson                | 6th Viscount Falmouth          | 4            | 2:45    |  |
| 1871      | Favonius             | Tom French              | Joseph Hayhoe                | Mayer A. de Rothschild         | 1½           | 2:50    |  |
| 1872      | Cremorne             | Charlie Maidment        | William Gilbert              | Henry Savile                   | hd           | 2:45    |  |
| 1873      | Doncaster            | Fred Webb               | Robert Peck                  | James Merry                    |              | 2:50    |  |
| 1874      | George Frederick     | Harry Custance          | Tom Leader                   | W. S. Cartwright               | 2            | 2:46    |  |
| 1875      | Galopin              | Jack Morris             | John Dawson                  | Gusztáv Batthyány              | 1            | 2:48    |  |
| 1876      | Kisber               | Charlie Maidment        | Joseph Hayhoe                | Alexander Baltazzi             | 5            | 2:44    |  |
| 1877      | Silvio               | Fred Archer             | Mathew Dawson                | 6th Viscount Falmouth          | ½            | 2:50    |  |
| 1878      | Sefton               | Harry Constable         | Alec Taylor, Sr.             | William Stirling Crawfurd      | 1½           | 2:56    |  |
| 1879      | Sir Bevys            | George Fordham          | Joseph Hayhoe                | Lionel de Rothschild           | ¾            | 3:02    |  |
| 1880      | Bend Or              | Fred Archer             | Robert Peck                  | 1st Duke of Westminster        | hd           | 2:46    |  |
| 1881      | Iroquois             | Fred Archer             | Jacob Pincus                 | Pierre Lorillard IV            | nk           | 2:50    |  |
| 1882      | Shotover             | Tom Cannon, Sr.         | John Porter                  | 1st Duke of Westminster        | ¾            | 2:45    |  |
| 1883      | St. Blaise           | Charles Wood            | John Porter                  | Sir Frederick Johnstone        | hd           | 2:48    |  |
| 1884 (dh) | Harvester St. Gatien | Sam Loates Charles Wood | James Jewitt Robert Sherwood | Sir J. Willoughby Jack Hammond | dh           | 2:46    |  |
| 1885      | Melton               | Fred Archer             | Mathew Dawson                | 20th Baron Hastings            | hd           | 2:44    |  |
| 1886      | Ormonde              | Fred Archer             | John Porter                  | 1st Duke of Westminster        | 1½           | 2:45.6  |  |
| 1887      | Merry Hampton        | John Watts              | Martin Gurry                 | George Alexander Baird         | 4            | 2:43    |  |
| 1888      | Ayrshire             | Fred Barrett            | George Dawson                | 6th Duke of Portland           | 2'           | 2:43    |  |
| 1889      | Donovan              | Tommy Loates            | George Dawson                | 6th Duke of Portland           | 1½           | 2:44    |  |
| 1890      | Sainfoin             | John Watts              | John Porter                  | James Miller                   | ¾            | 2:49    |  |
| 1891      | Common               | George Barrett          | John Porter                  | Sir Frederick Johnstone        | 2            | 2:56    |  |
| 1892      | Sir Hugo             | Fred Allsopp            | Tom Wadlow                   | 3rd Earl of Bradford           | ¾            | 2:44    |  |
| 1893      | Isinglass            | Tommy Loates            | James Jewitt                 | Harry McCalmont                | 1½           | 2:43    |  |
| 1894      | Ladas                | John Watts              | Mathew Dawson                | 5th Earl of Rosebery           | 1½           | 2:45    |  |
| 1895      | Sir Visto            | Sam Loates              | Mathew Dawson                | 5th Earl of Rosebery           | ¾            | 2:43    |  |
| 1896      | Persimmon            | John Watts              | Richard Marsh                | HRH Prince of Wales            | nk           | 2:42    |  |
| 1897      | Galtee More          | Charles Wood            | Sam Darling                  | John Gubbins                   | 2            | 2:44    |  |
| 1898      | Jeddah               | Otto Madden             | Richard Marsh                | James Larnach                  | ¾            | 2:47    |  |
| 1899      | Flying Fox           | Morny Cannon            | John Porter                  | 1st Duke of Westminster        | 2            | 2:42    |  |
| 1900      | Diamond Jubilee      | Herbert Jones           | Richard Marsh                | HRH Prince of Wales            | ½            | 2:42    |  |
| 1901      | Volodyovski          | Lester Reiff            | John Huggins                 | William C. Whitney             | ¾            | 2:40.8  |  |
| 1902      | Ard Patrick          | Skeets Martin           | Sam Darling                  | John Gubbins                   | 3            | 2:42.2  |  |
| 1903      | Rock Sand            | Danny Maher             | George Blackwell             | James Miller                   | 2            | 2:42.8  |  |
| 1904      | St. Amant            | Kempton Cannon          | Alfred Hayhoe                | Leopold de Rothschild          | 3            | 2:45.4  |  |
| 1905      | Cicero               | Danny Maher             | Percy Peck                   | 5th Earl of Rosebery           | ¾            | 2:39.6  |  |
| 1906      | Spearmint            | Danny Maher             | Peter Gilpin                 | Major Eustace Loder            | 1½           | 2:36.8  |  |
| 1907      | Orby                 | John Reiff              | Fred McCabe                  | Richard Croker                 | 2            | 2:44    |  |
| 1908      | Signorinetta         | Billy Bullock           | Edoardo Ginistrelli          | Edoardo Ginistrelli            | 2            | 2:39.8  |  |
| 1909      | Minoru               | Herbert Jones           | Richard Marsh                | King Edward VII                | shd          | 2:42.7  |  |
| 1910      | Lemberg              | Bernard Dillon          | Alec Taylor, Jr.             | Alfred Cox                     | nk           | 2:35.2  |  |
| 1911      | Sunstar              | George Stern            | Charles Morton               | Jack Barnato Joel              | 2            | 2:36.8  |  |
| 1912      | Tagalie              | John Reiff              | Dawson Waugh                 | Walter Raphael                 | 4            | 2:38.8  |  |
| 1913      | Aboyeur [d]          | Edwin Piper             | Tom Lewis                    | Alan Cunliffe                  | nk           | 2:37.6  |  |
| 1914      | Durbar               | Matt MacGee             | Tom Murphy                   | Herman Duryea                  | 3            | 2:38.4  |  |
| 1915      | Pommern              | Steve Donoghue          | Charles Peck                 | Solomon Joel                   | 2            | 2:32.6  |  |
| 1916      | Fifinella            | Joe Childs              | Dick Dawson                  | Sir Edward Hulton              | nk           | 2:36.6  |  |
| 1917      | Gay Crusader         | Steve Donoghue          | Alec Taylor, Jr.             | Alfred Cox                     | 4            | 2:40.6  |  |
| 1918      | Gainsborough         | Joe Childs              | Alec Taylor, Jr.             | Lady James Douglas             | 1½           | 2:33.2  |  |
| 1919      | Grand Parade         | Fred Templeman          | Frank Barling                | 1st Baron Glanely              | ½            | 2:35.8  |  |
| 1920      | Spion Kop            | Frank O'Neill           | Peter Gilpin                 | Giles Loder                    | 2            | 2:34.8  |  |
| 1921      | Humorist             | Steve Donoghue          | Charles Morton               | Jack Barnato Joel              | nk           | 2:36.2  |  |
| 1922      | Captain Cuttle       | Steve Donoghue          | Fred Darling                 | 1st Baron Woolavington         | 4            | 2:34.6  |  |
| 1923      | Papyrus              | Steve Donoghue          | Basil Jarvis                 | Ben Irish                      | 1            | 2:38    |  |
| 1924      | Sansovino            | Tommy Weston            | George Lambton               | 17th Earl of Derby             | 6            | 2:46    |  |
| 1925      | Manna                | Steve Donoghue          | Fred Darling                 | Henry E. Morriss               | 8            | 2:40.6  |  |
| 1926      | Coronach             | Joe Childs              | Fred Darling                 | 1st Baron Woolavington         | 5            | 2:47.8  |  |
| 1927      | Call Boy             | Charlie Elliott         | John E. Watts                | Frank Curzon                   | 2            | 2:34.4  |  |
| 1928      | Felstead             | Harry Wragg             | Ossie Bell                   | Sir Hugo Cunliffe-Owen         | 1½           | 2:34.8  |  |
| 1929      | Trigo                | Joe Marshall            | Dick Dawson                  | William Barnett                | 1½           | 2:36.4  |  |
| 1930      | Blenheim             | Harry Wragg             | Dick Dawson                  | HH Aga Khan III                | 1            | 2:38.2  |  |
| 1931      | Cameronian           | Freddie Fox             | Fred Darling                 | Arthur Dewar                   | ¾            | 2:36.6  |  |
| 1932      | April the Fifth      | Fred Lane               | Tom Walls                    | Tom Walls                      | ¾            | 2:43.2  |  |
| 1933      | Hyperion             | Tommy Weston            | George Lambton               | 17th Earl of Derby             | 4            | 2:34    |  |
| 1934      | Windsor Lad          | Charles Smirke          | Marcus Marsh                 | Maharaja of Rajpipla           | 1            | 2:34    |  |
| 1935      | Bahram               | Freddie Fox             | Frank Butters                | HH Aga Khan III                | 2            | 2:36    |  |
| 1936      | Mahmoud              | Charles Smirke          | Frank Butters                | HH Aga Khan III                | 3            | 2:33.8  |  |
| 1937      | Mid-day Sun          | Michael Beary           | Fred Butters                 | Lettice Mary Miller            | 1½           | 2:37.6  |  |
| 1938      | Bois Roussel         | Charlie Elliott         | Fred Darling                 | Peter Beatty                   | 4            | 2:39.2  |  |
| 1939      | Blue Peter           | Eph Smith               | Jack Jarvis                  | 6th Earl of Rosebery           | 4            | 2:36.8  |  |
| 1940      | Pont l'Eveque        | Sam Wragg               | Fred Darling                 | Fred Darling                   | 3            | 2:30.8  |  |
| 1941      | Owen Tudor           | Billy Nevett            | Fred Darling                 | C. Macdonald-Buchanan          | 1½           | 2:32    |  |
| 1942      | Watling Street       | Harry Wragg             | Walter Earl                  | 17th Earl of Derby             | nk           | 2:29.6  |  |
| 1943      | Straight Deal        | Tommy Carey             | Walter Nightingall           | Dorothy Paget                  | hd           | 2:30.4  |  |
| 1944      | Ocean Swell          | Billy Nevett            | Jack Jarvis                  | 6th Earl of Rosebery           | nk           | 2:31    |  |
| 1945      | Dante                | Billy Nevett            | Matthew Peacock              | Sir Eric Ohlson                | 2            | 2:26.6  |  |
| 1946      | Airborne             | Tommy Lowrey            | Dick Perryman                | John E. Ferguson               | 1            | 2:44.6  |  |
| 1947      | Pearl Diver          | Georges Bridgland       | Percy Carter                 | Baron Geoffroy de Waldner      | 4            | 2:38.4  |  |
| 1948      | My Love              | Rae Johnstone           | Richard Carver               | HH Aga Khan III / Volterra     | 1½           | 2:40    |  |
| 1949      | Nimbus               | Charlie Elliott         | George Colling               | Marion Glenister               | hd           | 2:42    |  |
| 1950      | Galcador             | Rae Johnstone           | Charles Semblat              | Marcel Boussac                 | hd           | 2:36.8  |  |
| 1951      | Arctic Prince        | Chuck Spares            | Willie Stephenson            | Joseph McGrath                 | 6            | 2:39.4  |  |
| 1952      | Tulyar               | Charles Smirke          | Marcus Marsh                 | HH Aga Khan III                | ¾            | 2:36.4  |  |
| 1953      | Pinza                | Sir Gordon Richards     | Norman Bertie                | Sir Victor Sassoon             | 4            | 2:35.6  |  |
| 1954      | Never Say Die        | Lester Piggott          | Joseph Lawson                | Robert Sterling Clark          | 2            | 2:35.8  |  |
| 1955      | Phil Drake           | Freddie Palmer          | François Mathet              | Suzy Volterra                  | 2            | 2:39.8  |  |
| 1956      | Lavandin             | Rae Johnstone           | Alec Head                    | Pierre Wertheimer              | nk           | 2:36.4  |  |
| 1957      | Crepello             | Lester Piggott          | Noel Murless                 | Sir Victor Sassoon             | 1½           | 2:35.4  |  |
| 1958      | Hard Ridden          | Charles Smirke          | Mick Rogers                  | Sir Victor Sassoon             | 5            | 2:41.2  |  |
| 1959      | Parthia              | Harry Carr              | Cecil Boyd-Rochfort          | Sir Humphrey de Trafford       | 1½           | 2:36.0  |  |
| 1960      | St. Paddy            | Lester Piggott          | Noel Murless                 | Sir Victor Sassoon             | 3            | 2:35.8  |  |
| 1961      | Psidium              | Roger Poincelet         | Harry Wragg                  | Etti Plesch                    | 2            | 2:36.4  |  |
| 1962      | Larkspur             | Neville Sellwood        | Vincent O'Brien              | Raymond R. Guest               | 2            | 2:37.6  |  |
| 1963      | Relko                | Yves Saint-Martin       | François Mathet              | François Dupré                 | 6            | 2:39.4  |  |
| 1964      | Santa Claus          | Scobie Breasley         | Mick Rogers                  | John Ismay                     | 1            | 2:41.98 |  |
| 1965      | Sea Bird             | Pat Glennon             | Etienne Pollet               | Jean Ternynck                  | 2            | 2:38.41 |  |
| 1966      | Charlottown          | Scobie Breasley         | Gordon Smyth                 | Lady Zia Wernher               | nk           | 2:37.63 |  |
| 1967      | Royal Palace         | George Moore            | Noel Murless                 | Jim Joel                       | 2½           | 2:38.36 |  |
| 1968      | Sir Ivor             | Lester Piggott          | Vincent O'Brien              | Raymond R. Guest               | 1½           | 2:38.73 |  |
| 1969      | Blakeney             | Ernie Johnson           | Arthur Budgett               | Arthur Budgett                 | 1            | 2:40.30 |  |
| 1970      | Nijinsky             | Lester Piggott          | Vincent O'Brien              | Charles W. Engelhard, Jr.      | 2½           | 2:34.68 |  |
| 1971      | Mill Reef            | Geoff Lewis             | Ian Balding                  | Paul Mellon                    | 2            | 2:37.14 |  |
| 1972      | Roberto              | Lester Piggott          | Vincent O'Brien              | John W. Galbreath              | shd          | 2:36.09 |  |
| 1973      | Morston              | Edward Hide             | Arthur Budgett               | Arthur Budgett                 | ½            | 2:35.92 |  |
| 1974      | Snow Knight          | Brian Taylor            | Peter Nelson                 | Sharon Phillips                | 2            | 2:35.04 |  |
| 1975      | Grundy               | Pat Eddery              | Peter Walwyn                 | Carlo Vittadini                | 3            | 2:35.35 |  |
| 1976      | Empery               | Lester Piggott          | Maurice Zilber               | Nelson Bunker Hunt             | 3            | 2:35.69 |  |
| 1977      | The Minstrel         | Lester Piggott          | Vincent O'Brien              | Robert Sangster                | nk           | 2:36.44 |  |
| 1978      | Shirley Heights      | Greville Starkey        | John Dunlop                  | 2nd Earl of Halifax            | hd           | 2:35.30 |  |
| 1979      | Troy                 | Willie Carson           | Dick Hern                    | Sobell / Weinstock             | 7            | 2:36.59 |  |
| 1980      | Henbit               | Willie Carson           | Dick Hern                    | Etti Plesch                    | ½            | 2:34.77 |  |
| 1981      | Shergar              | Walter Swinburn         | Michael Stoute               | HH Aga Khan IV                 | 10           | 2:44.21 |  |
| 1982      | Golden Fleece        | Pat Eddery              | Vincent O'Brien              | Robert Sangster                | 3            | 2:34.27 |  |
| 1983      | Teenoso              | Lester Piggott          | Geoff Wragg                  | Eric Moller                    | 3            | 2:49.07 |  |
| 1984      | Secreto              | Christy Roche           | David O'Brien                | Luigi Miglietti                | shd          | 2:39.12 |  |
| 1985      | Slip Anchor          | Steve Cauthen           | Henry Cecil                  | Lord Howard de Walden          | 7            | 2:36.23 |  |
| 1986      | Shahrastani          | Walter Swinburn         | Michael Stoute               | HH Aga Khan IV                 | ½            | 2:37.13 |  |
| 1987      | Reference Point      | Steve Cauthen           | Henry Cecil                  | Louis Freedman                 | 1½           | 2:33.90 |  |
| 1988      | Kahyasi              | Ray Cochrane            | Luca Cumani                  | HH Aga Khan IV                 | 1½           | 2:33.84 |  |
| 1989      | Nashwan              | Willie Carson           | Dick Hern                    | Hamdan Al Maktoum              | 5            | 2:34.90 |  |
| 1990      | Quest for Fame       | Pat Eddery              | Roger Charlton               | Khalid Abdullah                | 3            | 2:37.26 |  |
| 1991      | Generous             | Alan Munro              | Paul Cole                    | Prince Fahd bin Salman         | 5            | 2:34.00 |  |
| 1992      | Dr Devious           | John Reid               | Peter Chapple-Hyam           | Sidney H. Craig                | 2            | 2:36.19 |  |
| 1993      | Commander in Chief   | Michael Kinane          | Henry Cecil                  | Khalid Abdullah                | 3½           | 2:34.51 |  |
| 1994      | Erhaab               | Willie Carson           | John Dunlop                  | Hamdan Al Maktoum              | 1¼           | 2:34.16 |  |
| 1995      | Lammtarra            | Walter Swinburn         | Saeed bin Suroor             | Saeed bin M. Al Maktoum        | 1            | 2:32.31 |  |
| 1996      | Shaamit              | Michael Hills           | William Haggas               | Khalifa Dasmal                 | 1¼           | 2:35.05 |  |
| 1997      | Benny the Dip        | Willie Ryan             | John Gosden                  | Landon Knight                  | shd          | 2:35.77 |  |
| 1998      | High-Rise            | Olivier Peslier         | Luca Cumani                  | M. Obaid Al Maktoum            | hd           | 2:33.88 |  |
| 1999      | Oath                 | Kieren Fallon           | Henry Cecil                  | The Thoroughbred Corp.         | 1¾           | 2:37.43 |  |
| 2000      | Sinndar              | Johnny Murtagh          | John Oxx                     | HH Aga Khan IV                 | 1            | 2:36.75 |  |
| 2001      | Galileo              | Michael Kinane          | Aidan O'Brien                | Magnier / Tabor                | 3½           | 2:33.27 |  |
| 2002      | High Chaparral       | Johnny Murtagh          | Aidan O'Brien                | Magnier / Tabor                | 2            | 2:39.45 |  |
| 2003      | Kris Kin             | Kieren Fallon           | Sir Michael Stoute           | Saeed Suhail                   | 1            | 2:33.35 |  |
| 2004      | North Light          | Kieren Fallon           | Sir Michael Stoute           | Ballymacoll Stud               | 1½           | 2:33.72 |  |
| 2005      | Motivator            | Johnny Murtagh          | Michael Bell                 | Royal Ascot Racing Club        | 5            | 2:35.69 |  |
| 2006      | Sir Percy            | Martin Dwyer            | Marcus Tregoning             | Anthony Pakenham               | shd          | 2:35.23 |  |
| 2007      | Authorized           | Frankie Dettori         | Peter Chapple-Hyam           | Al Homaizi / Al Sagar          | 5            | 2:34.77 |  |
| 2008      | New Approach         | Kevin Manning           | Jim Bolger                   | Princess Haya of Jordan        | ½            | 2:36.50 |  |
| 2009      | Sea the Stars        | Michael Kinane          | John Oxx                     | Christopher Tsui               | 1¾           | 2:36.74 |  |
| 2010      | Workforce            | Ryan Moore              | Sir Michael Stoute           | Khalid Abdullah                | 7            | 2:31.33 |  |
| 2011      | Pour Moi             | Mickael Barzalona       | André Fabre                  | Magnier / Tabor / Smith        | hd           | 2:34.54 |  |
| 2012      | Camelot              | Joseph O'Brien          | Aidan O'Brien                | Smith / Magnier / Tabor /      | 5            | 2:33.90 |  |
| 2013      | Ruler of the World   | Ryan Moore              | Aidan O'Brien                | Magnier / Tabor / Smith        | 1½           | 2:39.06 |  |
| 2014      | Australia            | Joseph O'Brien          | Aidan O'Brien                | Smith, Magnier, Tabor, Khing   | 1¼           | 2:33.63 |  |
| 2015      | Golden Horn          | Frankie Dettori         | John Gosden                  | Anthony Oppenheimer            | 3½           | 2:32.32 |  |
| 2016      | Harzand              | Pat Smullen             | Dermot Weld                  | HH Aga Khan IV                 | 1½           | 2:40.09 |  |
| 2017      | Wings of Eagles      | Padraig Beggy           | Aidan O'Brien                | Smith / Magnier / Tabor        | 3⁄4          | 2:33.02 |  |

^ Vinder margen er vist med længder (en heste-længde) er kortere (dh = dead-heat/dødt løb; shd = short-head/kort hoved; hd = head/hoved; snk = short-neck/kort hals; nk = neck/hals)

^ Løbet i 1828 endte som dødt løb, men Cadland vandt efter efter om-løb mod The Colonel med ½ længde

^^ Vinderne i 1844 og 1913 blev erklæret vindere efter at den første hest over målstregen blev diskvalificeret

      Løb under verdenskrigene afviklet på Newmarket

## Eksterne links
- Wikimedia Commons har flere filer relateret til Epsom Derby
- Epsom Derby Arkiveret 19. maj 2016 hos  Wayback Machine hjemmeside
- "The Blue Ribbon of the Turf" (1890) OpenLibrary.org
- The Derby Stakes (Englisches Derby) Arkiveret 26. februar 2012 hos  Wayback Machine Liste de Sieger (tysk)
- Derby Arkiveret 20. marts 2016 hos  Wayback Machine Horse Racing History Online
- Race Detail: Investec Epsom Derby Arkiveret 4. marts 2016 hos  Wayback Machine International Federation of Horseracing Authorities, 2015
- DERBY STAKES – EPSOM DOWNS: GREAT BRITAIN – Grade I Arkiveret 12. maj 2014 hos  Wayback Machine Pedigree Online